# 밀양 여여정사 목조관음보살좌상
밀양 여여정사 목조관음보살좌상(密陽 如如精舍 木造觀音菩薩坐像)은 대한민국 경상남도 밀양시에 있는 불상이다. 2009년 3월 5일 경상남도의 유형문화재 제477호로 지정되었다.

## 개요
사찰측의 전언에 따르면 현범어사 주지인 정여스님의 원불로 모시고 있던 불상이었다고 전하며, 여여정사를 개창하면서 기증한 것으로 알려져 있다. 강당건물의 봉안불로 밀폐된 유리함속에 모셔져 있다.
보관장식물을 제외한 보관은 새롭게 재작된 것이며, 전체적으로 도금이 탈락된 것을 제외하면 상태는 양호한 편이다. 최근에 사찰측에서 복장을 개봉하였다고 하는데 이 속에는 황동의 후령통과 이를 싼 황초폭자, 복장발원문, 주서다라니, 경전인쇄물이 발견되었다고 하며, 복장발원문을 복사하고 촬영한 후 다른 복장유물과 재복장한 것으로 전한다.
소형의 불상이지만 보존상태가 양호하며, 복장물이 남아 있는 중요한 불상이다. 복장발원문에는 이 불상의 원소장처가 寂照庵이라고 밝히고 있는데 여기에 등장하는 흥보나 사흘, 별좌나 도감으로 등장하는 인물은 『梵魚寺誌』에 모두 기록이 남아 있으며, 불상을 조각한 화승 역시 범어사 비로전과 관음전의 불상을 중수, 조성한 인물들이다. 따라서 적조암은 범어사와 관련된 암자라고 추정되며, 범어사 인근에 소재했을 가능성이 크며 무엇보다 1722년은 범어사 비로전과 관음전의 불상중수와 불상 신조성이 이루어진 해로 이러한 생각을 더욱 뒷받침해 준다.
이상을 종합해 보면, 여여정사의 목조관음불상은 소형이지만 진열의 작품을 특징을 그대로 보여주고 있으며, 당시 사찰의 사세나 운영을 짐작해 볼 수 있는 실마리를 제공해주는 좋은 자료임.이 불상은 허리는 세우고 머리를 앞으로 숙이고 있는 자세이다. 소형의 불상이지만 머리가 큰 조선후기 불상의 일반적 특징을 잘 따르고 있으며, 어깨와 다리가 이루는 비례가 좋은 편이다.
수인은 아미타인으로 양손 모두 엄지와 중지를 맞대어 오른손은 손등을 위로 왼손은 손바닥을 위로하였다.
방형의 얼굴에 눈은 가늘면서 작은 편이며, 눈썹선이 희미하고, 이에서 이어지는 코는 크고 뭉퉁한 편이다. 입가에는 희미한 미소가 있으며, 전체적으로 환미감있는 조각기법을 보여 주어 상의 전체적인 분위기는 부드럽고 인상은 자비롭다.
법의는 변형통견식으로 왼쪽 어깨에 편삼을 입고 그 위에 입은 대의는 왼쪽 어깨를 덮고, 오른쪽 어깨를 살짝 덮어 흘러내린다. 오른쪽 어깨의 대의 가장 안쪽 주름이 강조되어 깃처럼 내린 것이나 배 앞에서 편삼과 대의자락이 대칭을 이루며 도식적인 형태를 띠는 것은 이 불상을 조각한 진열이라는 화승의 개인적이자 시기적인 특징이기도 하다. 또한 발목을 감아 내려오는 둥근 끝단의 3개 옷주름이나 왼쪽 무릎 위에 흘러내리는 넙적한 소매자락 역시도 진열이 1701년에 제작한 경기도 고양 상운사 불상과 매우 닮아 있어 그의 조각적인 특징을 잘 보여준다.

## 참고 문헌
- 밀양 여여정사 목조관음보살좌상 - 국가유산청 국가유산포털